# Аннин-тофу
Аннин-тофу (иногда именуется в литературе миндальным тофу, хотя не содержит ни тофу, ни миндаля) — десерт китайской кухни, напоминающий бланманже. Готовится из растительного молока из абрикосовых косточек, агар-агара и сахара. 

## Описание
В традиционном рецепте аннин-тофу основным ароматизатором являются ядра абрикосов, замоченные в воде и затем растёртые. Полученную смесь процеживают, подслащивают сахаром и нагревают с желирующим агентом (обычно агар-агаром). При охлаждении смесь затвердевает и приобретает консистенцию желе.

## Название
Слово «тофу» используется в названии из-за некоторого внешнего сходства с одноименным соевым продуктом. Аналогично, в Японии, блюдо, приготовленное из кунжута и крахмального порошка из растения кудзу (пуэрария дольчатая), которое также не содержит сои, именуется «кунжутный тофу» (гома-дофу). «Миндальным тофу» этот продукт именуется из-за терминологической путаницы: абрикосовые косточки и собственно миндаль в китайском языке имеют одинаковые иероглифы. Из английского ошибка перекочевала в русскоязычные тексты. Кроме того, в англоязычной традиции этот десерт обычно рассматривается, как разновидность пудинга, несмотря на то, что визуально и по консистенции он больше похож на желе.

## В массовой культуре
- Миндальный тофу упоминается в компьютерной игре Genshin Impact, благодаря чему интерес к этому продукту возник и в России[3].